# Adrián Jesús Bastia Beruzzi
Adrián Jesús Bastía Beruzzi (Gobernador Crespo, 20 de desembre de 1978) és un futbolista argentí, que ocupa la posició de migcampista.
Va començar a destacar a Racing Club, on va romandre entre 1997 i 2003 i on va guanyar l'Apertura del 2001, títol que els racinguistes duien 35 anys sense assolir. Després de passar sense massa fortuna pel RCD Espanyol i FC Saturn Moscou, el 2005 hi retorna al seu país, ara a l'Estudiantes de La Plata. El 2006 hi juga de nou amb Racing durant dos anys. Posteriorment fitxa per l'Asteras Tripolis de la lliga de Grècia.